# Josep Arimany Manso
Nascut a Vic (Barcelona), el 16 de gener de 1959, casat, amb tres fills és Doctor en Medicina per la Universitat Autònoma de Barcelona. Metge forense titular, és metge especialista en Dermatologia Medicoquirúrgica i Venereologia i metge especialita en Medicina Legal. Té els Màsters en “Valoració del Dany Corporal” i en “Gestió Hospitalària i Serveis Sanitaris” de la Facultat de Medicina de la Universitat de Barcelona.
Diplomat en Psiquiatria Forense per la Universitat de Barcelona és professor agregat del Departament de Medicina de la Facultat de Medicina de la Universitat de Barcelona.[cal citació,. Professor del Postgrau de Psiquiatria Forense i Valoració del Dany Corporal i professor de l'Escola de Medicina del Treball, a la Universitat de Barcelona.
En l'àmbit professional és el Director de l’Àrea de Praxi del Col·legi Oficial de Metges de Barcelona i coordinador del Servei de Responsabilitat Professional del Consell de Col·legis de Metges de Catalunya. També exerceix en l'àmbit assistencial com a dermatòleg.
Va ser el primer Director de l'Institut de Medicina Legal i Ciències Forenses de Catalunya del Departament de Justícia de la Generalitat de Catalunya des de la seva creació el 3 de juny de 2002 fins a l'1 de desembre 2006. Com a Director d'aquest Institut el 2004 va gestionar la identificació de víctimes tant a la catàstrofe del tsunami al sud-est asiàtic com a representant espanyol, com a l'atemptat terrorista de Madrid l'11M. Durant aquest període també va crear la primera unitat docent MIR de Medicina Legal depenent del Departament de Justícia de la Generalitat de Catalunya.
Ha estat president de la Societat Catalana de Medicina Legal i Toxicologia, de l'Acadèmia de Ciències Mediques de Catalunya i Balears, de la Fundació del Dr. Lluís Vila d'Abadal i Vocal de la Junta Directiva de l'Associació Nacional de Metges Forenses. Ha estat president de la Delegació d'Osona del Col·legi Oficial de Metges de Barcelona des del 1998 fins al 2011.
Així mateix ha estat durant 4 anys, President de l'Associació Catalana de Metges Forenses, President de la Fundació Sant Gregori, Vocal del Consell de Justícia de Catalunya i de la Comissió Interdepartamental de Persones Desaparegudes i Fosses Comunes de la Guerra Civil i Postguerra del Departament de Presidència de la Generalitat de Catalunya.
En l'àmbit científic i d'investigació ha presentat multitud de comunicacions científiques en congressos nacionals i internacionals i ha publicat treballs científics a revistes nacionals i internacionals sobre Dret Sanitari, Dermatologia, Patologia Forense i Maltractament Infantils. És Editor Associat de la Revista Española de Medicina Legal i ha estat Codirector de l'estudi d'investigació (Projecte Eulàlia); "Estudio de la Muerte Súbita del adulto en Cataluña" i posteriorment col·laborador del "Proyecto de Red temática del Instituto Carlos III. M. Sanidad y Consumo".[cal citació]. amb un alt H índex Arimany-Manso, Josep P. - Author details - Scopus Preview Josep Arimany Manso - Google Académico
En l'àmbit polític, ha estat Tinent d’alcalde de l’Ajuntament de Vic durant 3 legislatures des del 2003 – fins al 2023. Diputat i president delegat de l’Àrea d’innovació, Governs Locals i Cohesió Territorial a la Diputació de Barcelona 2019-2023. El setembre de 2024 ha estat nomenat vocal del Comitè d’Avaluació i Reforma Operativa del Sistema de Salut (CAIROS) de la Generalitat de Catalunya 
El 2006 la Generalitat de Catalunya li va concedir la Medalla al Mèrit Policial del Cos de Mossos d'Esquadra de Catalunya i el 2010 el Ministeri de Justícia li va atorgar la Creu distingida de 1ª classe de Sant Raimon de Penyafort